# 清華大學醫學科學樓

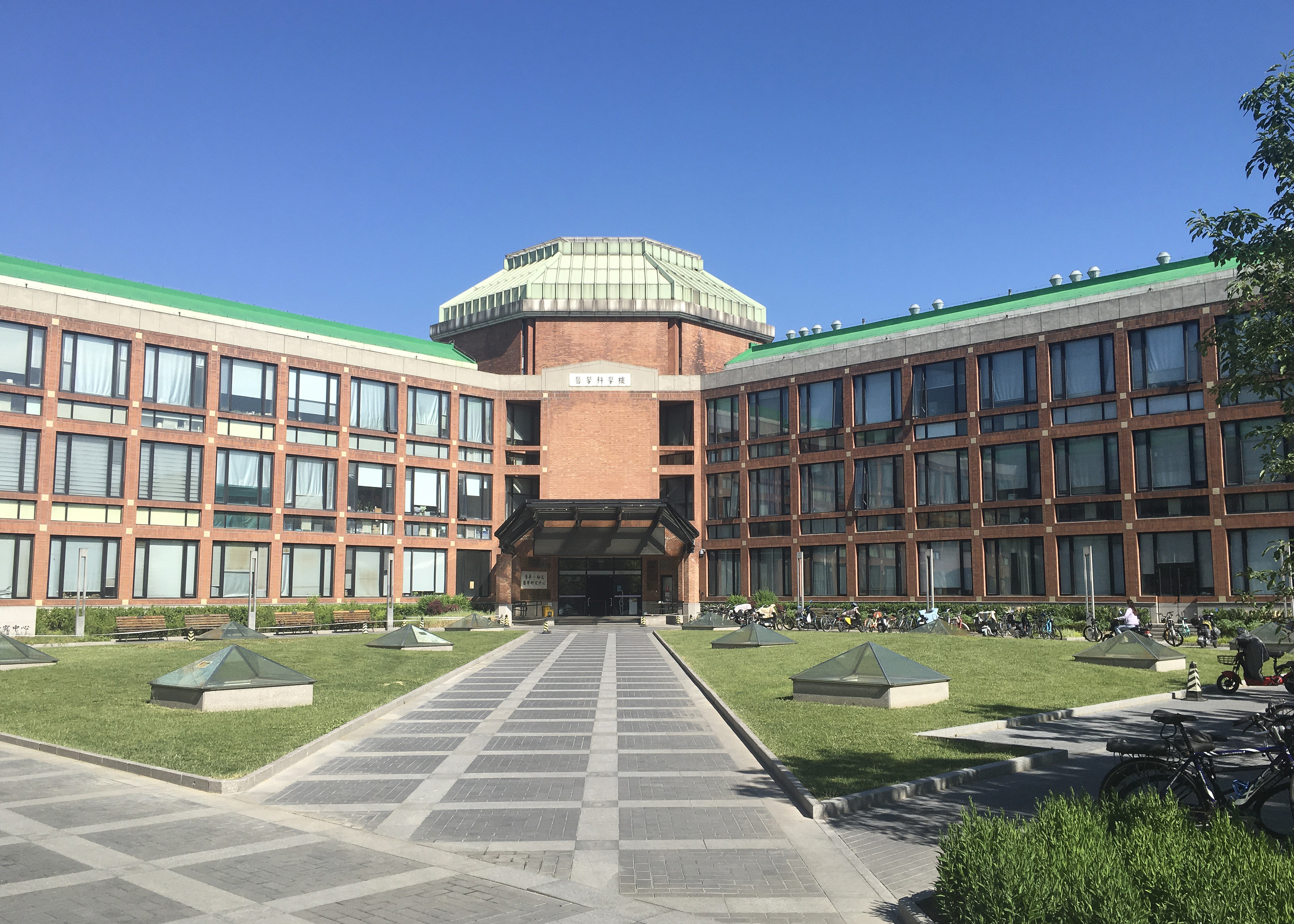
清華大學醫學科學樓

清華大學醫學科學樓（Medical Building）是清華大學醫學院以及藥學院的院樓。醫科樓位於清華大學校園西北角、西北校門附近、校醫院以北、理科樓以西。

## 建築組成

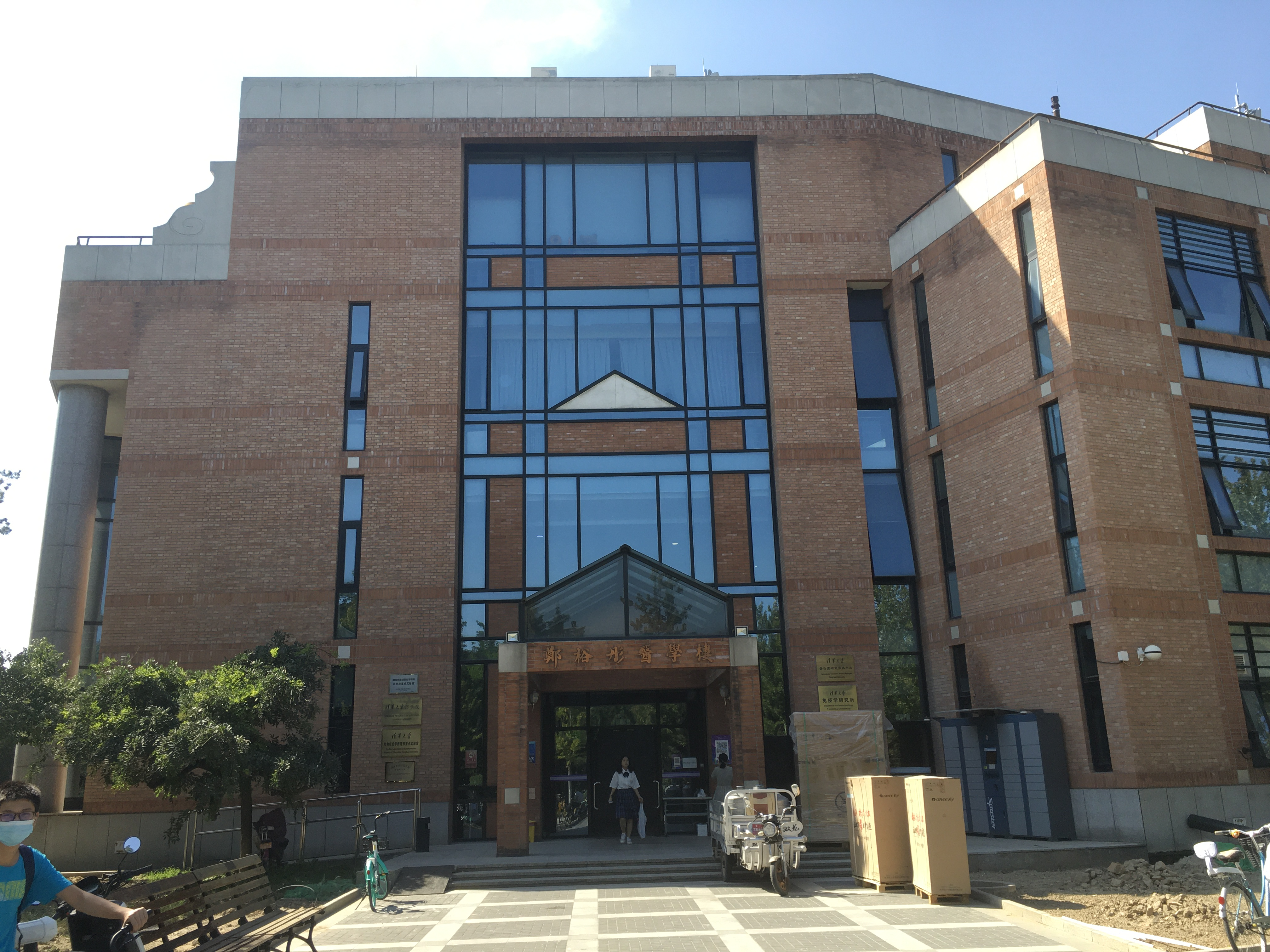
郑裕彤医学楼

醫科樓是由一組建築組成的，並且分成一、二期建築。一期建築由裕元樓（裕元醫學研究中心）、伍舜德樓、李文達醫學與生命科學圖書館以及蒙民偉醫學系統生物學研究所組成。二期建築為郑裕彤医学楼。
一期建築建於2004年至2006年，由台灣裕元集團總裁蔡其瑞、香港李錦記集團主席李文達、香港美心集團創辦人伍舜德以及香港信兴集团董事长蒙民伟分別捐資600萬美元、1000萬人民幣、1000萬人民幣以及2500万人民币建成的。
二期建築由香港周大福慈善基金、新世界發展創辦人鄭裕彤捐贈8500万人民幣建成的，於2013年建成，為地上四层、地下两层建築。

## 建築特色
醫科樓由由清華大學建築學院教授、中国工程院院士关肇邺以及清華大學建築設計研究院負責設計，一期建設建築面積約為340000平方公尺、二期建設面積約為17922.8平方米。醫科樓由多個部分組成，外牆為紅磚，與周遭環境取得協調。